# Astra Bábegyüttes
Az Astra Bábegyüttes bábjátékkal (főként marionett-bábjátékkal) és árnyjátékkal foglalkozott Budapesten, 1962 és 2019 között, Vízvári László piarista tanár vezetésével, aki korábban az Aurora Művészegyüttes egyik alapítója volt. Fenntartója kezdetben a IX. kerületi Ráday utcai Művelődési Otthon, 1966-tól a kispesti Ifjú Gárda Művelődési Otthon, 1967-től pedig a  pesterzsébeti Csili Művelődési Ház volt. Legjelentősebb előadásaikat Koós Iván és Ősz Szabó Antónia tervezték.

## Kezdetek a Ferencvárosban (1962–1966)
Az Aurora együttes azon tagjai, akik továbbra is bábozással akartak foglalkozni, már az Aurora megszüntetése után két nappal, 1962. március 18-án megbeszélést tartottak, és úgy döntöttek, hogy Astra (Csillag) néven folytatják működésüket, amelyet hivatalosan 1962 szeptemberében kezdtek meg. Továbbra is együttműködött velük, de napi szinten már nem vett részt az együttes munkájában Koós Iván, aki 1960-tól az Állami Bábszínház tervezője volt. „Lelke mélyén mindvégig amatőr volt a szó legigazabb és legtisztább értelmében. Még nemzetközi sikerei csúcsán is akkor volt a legboldogabb, ha az astrásokkal lehetett ” – mondta róla Balogh Géza.
Az új együttes létrehozásakor a IX. kerületi Művelődési Otthonok Igazgatósága felhívást tett közzé, hogy új tagokat toborozzon. Így 1963 tavaszán az együttesnek 22 tagja volt. „Általában 18-22 éves fiatalok, diákok, munkások, értelmiségiek. Napközben dolgoznak, tanulnak és utána ide jönnek dolgozni, de tanulni is” – mondta róluk Vízvári László. Ekkor csatlakozott az együtteshez Ősz Szabó Antónia keramikus és porcelántervező művész is. „Hamarosan kiderült, hogy nemcsak mint bábmozgató, hanem mint tervező és bábkészítő is egyenrangú társam lett Koós Iván mellett az együttes vezetésében.” – mondta róla Vízvári László – „Ideális alkotóközösség lettünk. Félszavakból is megértettük egymást, a feldobott ötlet többször körbejárt közöttünk, míg kialakult a végleges megoldás. Szabadidőnket, néha szabadságunkat is együtt, Iván családjával töltöttük, és ilyenkor mindig megszületett egy új darab, amiben sok örömünk volt”. Később pedig így nyilatkozott: „Ami képzőművészeti érték van az együttes munkájában, az Koós Iván és Ősz Szabó Antónia (hivatásosan is képzőművészek) önzetlen munkájának az eredménye. […] A bábjáték annyira sokrétű, komplex művészet, hogy feltétlenül kollektivitást igényel. Nemcsak a munkánk, de eredményeink, értékeink is közösek.” Az évek során a tagság is felnőtt, és többé-kevésbé állandósult. Az 1980-as években már kizárólag felnőtt, családos emberekből állt, akik a „civil életben” pedagógusként, építészként, orvosként vagy grafikus-tervezőként dolgoztak.
Az Aurorához hasonlóan az Astra együttes is rendezett nyári táborokat a „belső képzés és összetartozás ápolása” céljából, eleinte félnomád körülmények között, a tatai tó partján, illetve a börzsönyi Királyréten. Később ezt a szentendrei „bábos táborok” váltották föl, amelyeket a Csili szervezésében, a Pest Megyei Művelődési Központban tartottak, ahol részben az új darabok bábuin és díszletein dolgoztak a Csalogány utcából odavitt gépek segítségével, részben pedig előadásokat hallgattak olyanoktól, mint Pethő Zsolt zeneszerző, Montágh Imre beszédtechnika-tanár.
Első előadásuk az Álomcirkusz című marionett-esztrádműsor volt, Vízvári László rendezésében és tervezésében. Két testvér, egy kisfiú és egy kislány álmukban elképzelik, hogy amit a cirkuszban láttak, „arra ők is képesek volnának. Sőt különb mutatványokra is: látják magukat mint kötéltáncost, ló- fóka és oroszlán-idomítót, kígyóbűvölőt, a számoló, görkorcsolyázó csacsi partnerét, vágtató, célbalövő indiánt.” A próbákat 1962 októberében kezdték, és a darab első felének (lovak, fóka, bohóc) zártkörű bemutatóját, egyben a Ráday (vagy Török Pál) utcai pinceszínház hivatalos avatását 1962. december 26-án tartották meg. „Bemutató! Színházavatás. Xantus. Telt ház. Siker volt.” – jegyezte föl naptárába Vízvári László. A nyilvánosság számára a darabot 1963. május 12-én kezdték játszani vasárnaponként a pinceszínházban. (A plakátokon az együttes még Marionett Bábstúdió néven szerepelt.) 1963. október 13-án részben a pinceszínházban rendezték az UNIMA magyar tagozatának közgyűlését, ahol Blattner Géza is előadást tartott és Kemény Henrik mellett az Astra is föllépett az Álomcirkusszal. 
Az Álomcirkuszt sorban követték a további darabok a pinceszínházban: még 1963-ban Balázs Béla A könnyű ember című bábkomédiája (tervezte Batki Gizella), 1964 tavaszán Gianni Rodari Hagymácska című meséje (tervezte Koós Iván), illetve a Szergej Prokofjev balettzenéjére készült Hamupipőke (tervezte Koós Iván), majd 1965 januárjától az Urbán Gyula (aki az Aurora együttes tagjából lett hivatásos bábszínházi rendező) által írt és rendezett Hupikék Péter (tervező Takács Irma). A Hagymácska és a Hupikék Péter kézi- illetve alsó mozgatású kifejezetten gyermekdarabok voltak, csakúgy, mint az 1965. április 19-én bemutatott kisebb mesékből álló műsor (Tonga és a rablók, Télapó segítői, ABC király, A kiskakas gyémánt félkrajcárja, Róka koma doktorsága). A Kiskakas bábjait a pécsi Bóbita együttestől kapták kölcsön, cserébe a nekik hasonlóképpen átengedett Hagymácskáért, megrendezésére pedig  Németh Antal, a Nemzeti Színház egykori igazgatója vállalkozott. A Bóbita együttes vezetője, Kós Lajos ugyanis szintén az Aurora együttes tagjaként kezdte a bábozást.
Ez volt a Ráday utcai bábszínház utolsó bemutatója. A kiváló adottságúvá tett színházra ugyanis mások is szemet vetettek és elérték, hogy 1966-ban a IX. kerületi Tanács elvette az Astrától és a Kommunista Ifjúsági Szövetségnek utalta ki, amely a zsinórpadlás szétverésével élőszínháznak rendezte be, Budapesti Ifjúsági Színpad néven. Pár évvel később a Pinceszínház nevet kapta, és azóta is ebben a formában működik.
A döntésben nyilván szerepet játszott, hogy az Astra sohasem tartozott a kommunista rendszer kegyeltjei közé, és Vízvári László papi mivolta is hátrányt jelentett. Ennek ellenére a népművelés alsóbb szintjein mindig akadtak támogatóik. „Megbecsülték azt, amit produkáltunk, jóllehet tudták, hogy én ki vagyok, és hol tanítok. Létre is jött egy szóbeli megállapodás arról, hogy mi nem csinálunk semmi államelleneset, ők viszont nem kívánnak tőlünk semmi valláselleneset. Ez így is történt évtizedeken át.” Vízvári László piarista mivolta sok ember számára ismeretlen maradt. Így például amikor 1960/1961-ben, a Pinceszínház felújítása során az egyik munkást átküldték a gimnáziumba hogy kérjen eligazítást egy műszaki problémához, döbbenten látta meg a reverendában érkező Vízvárit. Rémülten ment vissza a kulturális osztályvezetőhöz: Tudja az elvtárs, hogy Vízvári elvtárs pap?

## Az első évek Kispesten és Pesterzsébeten (1966–1968)
Szerencsére az Astra hamar talált új támogatót Horváth Zoltán, a XIX. kerületi Tanács művelődési csoportvezetője személyében. 1966 tavaszán tehát a kispesti Ifjú Gárda Művelődési Otthon bábegyüttese lettek. Xantus Zoltán azonban még azt is megtagadta, hogy az Astra felszerelését  átadja. 1966. május 4-én az elé a választás elé állította Vízvári Lászlót, hogy vagy csak a Hagymácska bábjait és kellékeit vihetik el vagy pedig az összes többi darabét. Így akkor a kézi- és alsó mozgatású bábjátékok közül egyedül a Hagymácskát tarthatták meg, a többit jelképes összegért a Bóbita Bábegyüttes kapta meg. A hosszú zsinóros marionetteket azonban a Bóbita nem tudta használni, így azok az Astránál maradtak (bár színpaduk nekik sem volt), és később más bábokat is vissza tudtak szerezni.
A nehézségek ellenére az együttes tovább dolgozott, sőt a hátrányból kovácsolt erényt. Áttértek a rövidzsinóros és rövidpálcás marionett technikára, amelynél a figurákat mozgató színészek nem láthatatlanul, a magas függőhídról, hanem egy olyan paraván mögött játszanak, amely fölött ők maguk is láthatók. Ilyen módon darabjaikat az általuk épített hordozható színpadon is előadhatták, amely később akár Vízvári László kombi Trabantjába is belefért. A következő évtizedekben ezzel a technikával készültek legjelentősebb előadásaik, amelyek a külföldi utazásokat is lehetővé tették.
Első rövidzsinóros darabjuk, egyúttal Ősz Szabó Antónia első tervezése Johann Wolfgang von Goethe A bűvészinas (Der Zauberlehrling) című balladáját dolgozta föl Paul Dukas szimfonikus költeménye alapján. A bábjáték bravúros módon mutatta be, hogy a bűvészinas a varázsló távollétében varázsolni kezd, de az életre kelt tárgyak majdnem  elpusztítják őt, míg a varázsló csak az utolsó pillanatban menti meg. Az épület például – a széteső és összeálló csontvázhoz hasonlóan – gólemmé, óriási szörnnyé változott. „Az ember rosszabbik fele el tud szabadítani olyan erőt, mely képes elpusztítani mindent, ami eddig épült, sőt magát az embert is. Ezt az erőt megállítani és mindent újra felépíteni csak az ember jobbik énje képes” – írta Vízvári László a darab bemutatója előtt, amelyre 1966. november 19-én, a Pécsi Bábjátékos Napok keretében került sor.
Az Astra azonban nem maradt sokáig Kispesten, mert Horváth Zoltán egy év múlva, 1967-ben a pesterzsébeti Csili (akkori hivatalos nevén Vasas) Művelődési Ház igazgatója lett, ahová a bábegyüttest is elhívta. (Érdekesség, hogy a ház az előtte húzódó Csillag utcáról kapta nevét, tehát jelentése azonos volt az Astra nevének jelentésével.) Ottani bemutatkozó előadásukon 1967. december 2-án a Hagymácskát játszották. Első olyan műsorukat, amely már a Csili számára készült, 1968. március 16-án mutatták be. Marék Veronika két meséjét dolgozta föl a gyerekek számára, kézibábokkal (A zenélő doboz; Süni és a barackok).
A Csili végre az együttes igazi otthonává vált. Attól fogva több mint négy évtizeden át vállalta az Astra működésének anyagi hátterét, és szervezte előadásaikat. Rendszeresen játszottak magában a házban és az általuk szervezett budapesti és vidéki színhelyeken, az 1970-es években évente 35-40 alkalommal). Később, 1975-ben a XX. kerület művelődési házait összevonták a Csili fennhatósága alatt. A bábosok ezután az Építők Művelődési Házban (Ady Endre utca) kaptak helyet, ahol 1979-ben kialakították a részben előadási, részben oktatási célokat szolgáló Budapesti Bábjátékos Módszertani Központot (Bábos Bázis). A színházterem színpadát úgy alakították át, hogy egyéb műsoros rendezvények mellett alkalmas legyen mindenfajta bábjáték megjelenítésére is. Mozgatható és eltávolítható paravánt, forgatható oldallábakat, az alsó mozgatású bábjátékok számára árkot, a marionettekhez emelvényeket építettek be.
Az Astra együttes hamarosan országos ismertségre tett szert azáltal, hogy elindultak a magyar televízió 1968. évi „Ki mit tud?” vetélkedőjén. Az első fordulóban A bűvészinast játszották, a másodikban új műsoruk, a Játsszunk bábcirkuszt! első részét, a lovasszámot, a harmadikban pedig a Nagy hegyi tolvaj című népballadát. Utóbbi kizárólag síkmarionett volt, amelynek alakjait és mintáit Ősz Szabó Antónia a dunántúli karcolt pásztorfaragások formavilágából merítette. A második fordulóban a pécsi Bóbita együttessel versengtek (akik Dido tragikus halálát adták elő kézpantomimmel), és bár a szakmai zsűri a Bóbitát, a nézők szavazatai az Astrát látták jobbnak. A döntés az egész országot megmozgatta, az újságokban cikkek sora foglalkozott azzal, hogy kinek volt igaza. Végül az 1968. június 29-én rendezett döntőben a Bóbita lett az „egyéb” kategória egyik megosztott győztese. Vízvári később úgy értesült, hogy a zsürit bizalmasan informálták, „hogy vigyázzanak, mert ennek a darabnak a rendezője egy katolikus pap”.

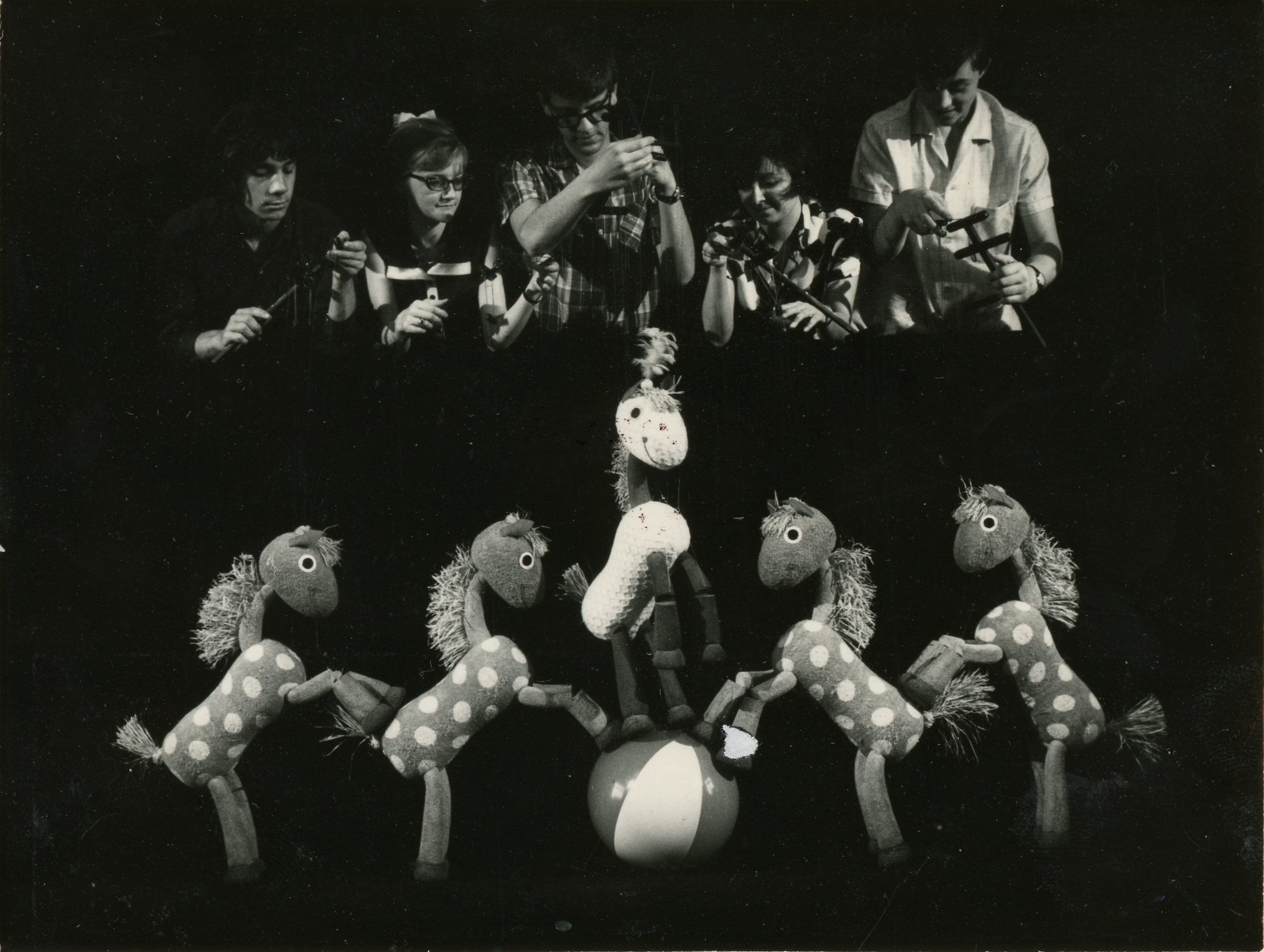
Az Astra tagjai a Bábcirkusz lovasszáma közben (1970)

A Játsszunk bábcirkuszt! hamarosan az Astra legnépszerűbb produkciójává vált, amely 1972-ig további műsorszámokkal egy órányi hosszúságúra bővült (fókák, pingvinek, oroszlánok, kutya, kacsa, delfinek, struccok, vízilovak). A szellemes műsor a marionett-játék további modernizálását jelentette, hiszen a fekete ruhába öltözött bábmozgatók több esetben az alacsony paraván elé léptek, és a műsor szereplőivé váltak, például lovaik helyett ők kaptak cukrot. 1973 júniusában a verőcei (akkor verőcemarosi) nemzetközi ifjúsági táborban (ahol rendszeres vendégek voltak) már századik alkalommal adták elő, és végül több mint 20 év alatt több mint 500 előadást ért meg. Felvételt készített belőle a Magyar Televízió, amelyet külföldi csatornák is átvettek.

## Külföldi és belföldi sikerek (1969–1990)
Az Astra országos elismertsége azt is lehetővé tette, hogy végre eljussanak külföldi bábfesztiválokra, vendégelőadásokra. 1969-ben részt vehettek a chrudimi fesztiválon (az Aurora ottani fellépése után pontosan tíz évvel), ahol a Cirkuszt és a Bűvészinast játszották. Sikerüket jelezte, hogy Richard Koelner, a Basler Marionetten-Theater vezetője azonnal meghívta őket színházába. Az Astra első nyugat-európai vendégszereplésére 1970 októberében került sor, hat előadást tartottak, nagy sikerrel. Az együttes tagjainak némileg szokatlan volt, hogy az addig általuk megszokott „alternatív” környezettel szemben Bázelben a közönség – a hagyományos színházakhoz hasonlóan – estélyi ruhában és sötét öltönyben érkezett. Vízvári László pedig feladott egy képeslapot Xantus elvtársnak a következő szöveggel: „köszönet a kezdő sebesség megadásáért”.
Bázelbe az Astra a Chrudimban is játszott darabok mellett egy új bemutatóval érkezett. A Bartók és Kodály népdalfeldolgozásaira épülő Gyermekjátékok kifejezetten erre az alkalomra készült, és a merevpálcás marionett használata technikailag is újítást jelentett. Később még számos alkalommal játszották, főként külföldön.
Következő merevpálcás marionett-előadásuk Joseph Haydn Ember a Holdon című vígoperájának lerövidített bábváltozata volt, amelyhez Koós Iván tervezett krepp-papírból figurákat. Az előadás eredetileg az 1971. évi budavári Zenélő udvar koncert-sorozat számára készült, amelyet akkor a Szentháromság téri egyetemi kollégium épületében rendeztek. A bemutató előadáson, 1971. szeptember 12-én a bábok a valódi énekesekkel és a zenekarral együtt léptek föl, Mossóczy Vilmos karmester vezényletével. A következő évben, 1972-ben az Astra ezzel az előadással (valamint a Cirkusszal) képviselte Magyarországot az UNIMA kongresszusán, a franciaországi Charleville-Meziéres-ben, ahol egész estés műsort adtak. A fesztivál után néhány napot Párizsban töltöttek, ahol Bródy Vera (az Állami Bábszínház díszlettervezője, aki 1968-tól francia férjével Párizsban élt) és a IV. Henrik Líceum (Lycée Henry-IV.) általa alapított bábegyüttese látta őket vendégül, miközben a Théâtre Mouffetard-ban is tartottak két előadást.
A következő két évtizedben rendszeresen, gyakorlatilag évente készültek az Astra újabb műsorai. A komolyabbak a rövidpálcás marionett-technikát használták: Búbos vitéz (1978, felújítva 1989), A kiskakas gyémánt félkrajcárja, Haláltánc (1979), Varázsfuvola (1985), A kis Mukk története (1990). Nem mondtak le teljesen a gyerekeknek szánt kézibábos előadásokról sem, ilyen volt az 1972-ben bemutatott Óriás mókus (Marék Veronika meséje alapján) és az 1981-től játszott Furfangos Péter (Száraz György meséje alapján). Kísérleteztek életnagyságú síkbábokkal (Hét királyfi, 1975) és bebújós óriásbábokkal is (Fogd és Mard, 1983).
Emellett Vízvári László visszatért az árnyjátékhoz is. Ehhez új, színes technikát dolgozott ki, amely „varázslatos” áttűnéseket és egy vonal menti váratlan eltűnéseket vagy megjelenéseket tett lehetővé. Ezzel a technikával készült a Don Quijote, amelyet 1973 szeptemberében a Pécsi Nemzetközi Bábfesztiválon mutattak be, majd a Camille Saint-Saëns zenéjére készült Noé bárkája (1974). Amikor 1976 nyarán a IV. Henrik Líceum bábosai Bretagne-ba hívták őket, hogy részt vegyenek a párizsiak által szervezett bábos tanfolyamon, és a környéken több helyen játsszanak, a helyiek kérésére egy ősi breton mese alapján készítettek újabb árnyjátékot A Lok sziget tündére címmel. Verses magyar szövegét Cs. Szabó István írta (akinek felesége, Kovács Klára az együttes tagja volt). Ez az árnyjátéktechnika akkor még különleges volt, több együttes is utánozta, sőt továbbfejlesztette, mint a torinói (később piacenzai) Teatro Gioco Vita. „Azóta már […] túlhaladta a számítógépes animációs filmeknek a technikája” – jegyezte meg 2001-ben Vízvári László.
Az Astra tehát 1969-től fogva folyamatosan utazhatott külföldre, méghozzá nemcsak a „szocialista tábor” bábfesztiváljaira (a lengyelországi Bielsko-Białaban például háromszor is voltak), hanem nyugat-európai (főként franciaországi) meghívásoknak is eleget tehettek, amely a diktatúra korában kivételezett helyzetnek számított. „Legemlékezetesebb, de egyben legfáradságosabb külföldi útjuk” 1983 novemberében volt, amikor a Francia-Magyar Baráti Társaság által rendezett „La Hongrie se présente” (Magyarország bemutatkozik) rendezvénysorozat keretében Észak-Franciaország (Pikárdia) 13 városában 19 alkalommal léptek föl. „A legnagyobb élmény […] az ottani emberekkel való baráti kapcsolatteremtés volt: […] kiváltképpen az előadásokat követően a színpadhoz vagy a színpadra özönlő gyerekekkel, felnőttekkel való közvetlen, önfeledt beszélgetés, játék és játszatás az előadás során látott bábokkal” – írta Vízvári László.
Az együttes 1979-ben ünnepelte fennállásának 25. évfordulóját (amelybe tehát az előd, az Aurora együttes működését is beleszámolták). Ebből az alkalomból május 7-én kiállítás nyílt bábjaikból a Pesterzsébeti Múzeumban, majd pedig december 20-tól a Kulturális Kapcsolatok Intézetének Dorottya utcai kiállítótermében. Az ünnepség fénypontja a december 7-én a Jókai téri Állami Bábszínházban adott díszelőadás volt (a műsoron a Bűvészinas, a Kiskakas és a Don Quijote szerepelt), másnap pedig Aurora-Astra összejövetelt rendeztek a Csili kamaratermében.
Az együttes addigi munkásságának egyik csúcspontja a Varázsfuvola bábváltozatának elkészítése volt 1985-ben, amelyet Koós Iván a 19. századi családi bábszínházak stílusában tervezett. „Az előadáshoz épített bonyolult és mégis nagyon egyszerű színpadon alulról, felülről, oldalról mozgatott sík figurák jelenítik meg Schikaneder mesejátékának hőseit. A naiv egyszerűség és a rafinált technika csodás elegye ez a minden mozzanatában forrásvíz tisztaságú előadás” – írta Balogh Géza. Számos országban vendégszerepeltek vele, többek között 1987-ben a Salzburg melletti Halleinben, utolsó előadása pedig 1993 júniusában a keszthelyi kastély parkjában, éjfélkor volt, mert azt követően Koós Iván továbbérlelt tervei alapján a Budapest Bábszínház tűzte műsorára.
Az előadások mellett az Astra tagjai gyakran tartottak bábkészítő foglalkozásokat, például a Csiliben, az 1974-től évente (majd 1982-től kétévente) megrendezett Bábos Majálisok keretében. Ilyenkor a gyerekek a Vízvári László műhelyében előre, sokszor 100-200 példányban legyártott elemekből elkészíthették saját bábjaikat (lovacskát, madarat, struccot, kígyót, hengerfigurákat, stb.).

## A rendszerváltás után (1990–2007)
Különös módon az 1970-es és 1980-as években az Astra a pesterzsébeti művelődési házak keretei között viszonylag védett helyzetben volt. A rendszerváltozással azonban sok minden megváltozott. 1989-ben a Csili megvált az Építők Művelődési Háztól, amely addig otthont adott a bábszínpadnak és a Bábos Bázisnak. Így az Astra állandó játszóhely nélkül maradt, mivel ugyanakkor a Csili nagyterme is átépítés alatt állt. Az Astra működése ismét visszaszorult a Csalogány utcai műhelybe. A következő évben a művelődési házak önállósodtak, így az Astra raktárát az Építőkből átköltöztették a Csilibe. „Hozzá nem értő segédmunkások ömlesztve rakták teherkocsira és gyömöszölték be”. Többek között elveszett a Varázsfuvola függönye és játszóhídja is, amelyet pótolni kellett.
A rendszerváltás azonban új lehetőségeket is hozott. Vízvári László, mint piarista szerzetes a bábozást a maga számára kezdettől igazi piarista feladatnak, a „kegyesség és tudomány” terjesztésének tekintette. „Ugyanaz ez, mint amit a katedráról teszünk, csak más nyelven, más eszközökkel. […] A bábjáték is lehet imádság és szolgálat. Énnekem az” – mondta 1980. március 27-én, amikor budapesti rendtársainak tartott előadást. Később pedig így nyilatkozott: „Meggyőződésem, hogy a tanítás, a szerzetesi élet és a művészi alkotás nem más, mint szolgálat. Komoly értékek és öröm átadása a másik embernek. Katarzis-érzés. Megtisztulás.”
A keresztény értékek közvetlen megmutatására az Astra együttesnek azonban csupán az 1989. évi rendszerváltozás után nyílott lehetősége. (Amikor 1972-ben televíziós felvétel készült a Gyermekjátékokból, Bálint Ágnes szerkesztő tanácsára a betlehemes jelenet kimaradt.) Másrészt eleinte maga Vízvári László is visszafogott volt ezen a téren. „Sokáig nem mertem vallásos témát bábbal előadni. Féltem, hogy az erős stilizálás, a megszokott karikírozás miatt a szent téma félrecsúszik. Most, a végén, mégis – ennyi évtized után – meg mertük kísérelni” – mondta erről. Az Astra együttes utolsó két megvalósult előadása tehát bibliai témákat dolgozott föl.
Az első közülük, a Példabeszédek Jelenits István piarista ötletéből született. Ő javasolta, hogy a magától Jézustól származó történetek beszéljenek Isten „minden elképzelést meghaladó irgalmáról.” A Koós Iván által tervezett figurákat Vízvári László egy évig faragta. „Ennek a témának a feldolgozása egyúttal bocsánatkérés is a 40 év elkódorgásaiért, tékozlásaiért vagy ennek a darabnak az »istentelenségéért«. A végén felcsendülő Te Deum pedig […] hálaadás is «ezért, azért, egyszóval mindenért« (Pilinszky) és mindenkiért” – írta Vízvári László a bemutató műsorlapján, amelyet 1994. március 27-én tartottak a Budapest Bábszínház kamaraszínpadán. Ez volt egyúttal az Astra bábjaiból rendezett kiállítás megnyitója. A Példabeszédeket a következő években az együttes elsősorban templomokban adta elő, többek között 1996-ban a piarista kápolnában és 2000-ben a magdeburgi Norbertkirchében, mindkétszer az UNIMA Világfesztiválja keretében.
Eközben Vízvári László egy újabb, talán még nagyobb szabású vallásos jellegű bábjátékra készült, amely az ember isteni megváltásának történetét jelenítette volna meg a teremtéstől egészen Jézus haláláig és feltámadásáig. Ehhez 1995/1996-ban több cselekmény- és díszletvázlatot készített, és erről is hosszasan konzultált Jelenits Istvánnal. Az volt a terve, hogy „balladai szűkszavúsággal, csak kiemelkedő képeiben mutatjuk be a teremtett és bűnbeesett ember sorsát a hozzá lehajló Isten irgalmazó tetteiben”. Azonban kénytelen volt megállapítani, hogy ez „akkora nagy terület, és olyan színpad kellene hozzá – legalábbis az én elképzelésem szerint – hogy hát erre talán már nem jut energia”. Helyette inkább a kisebb apparátust igénylő Fiú születik... című betlehemes játék készült el, amely 1999. november 21-én lépett először a nyilvánosság elé a Budapest Bábszínház 4. emeleti előadótermében. Színpadát A kis Mukk előadásából vette, szövegét pedig Vízvári László a lövétei betlehemes és két középkori misztériumjáték alapján állította össze. (Az egyiket Vízvári unokatestvérének a férje, a Londonban élő Határ Győző fordította.) „Íme, a bábjáték is alkalmas lehet az evangélium hirdetésére! Sőt, talán éppen szokatlansága miatt megkülönböztetett figyelem is kíséri. Így hát nemcsak ismeretközlő és nevelő tanári, de evangéliumhirdető, »papi« szerepe is lehet” – állapította meg Vízvári László.
Amikor az együttes alapítója 2003-ban elhunyt, az Astra állandó játékosainak száma már csak hat fő volt (Egervári József, Illés Sarolta, Nádas Lászlóné, Ősz Szabó Antónia, Szádvári Szabó Zoltán, Takács János), majd ismét csatlakozott hozzájuk Zoltán Annamária.  Bár új darabok már nem készültek, továbbra is játszották az utolsó három hordozható darabot (A kis Mukk; Példabeszédek, Fiú születik), sőt 2006-ban néhány előadás és egy filmfelvétel erejéig a Bűvészinast is felújították. Utolsó előadásukon, 2019. szeptember 19-én, Vízvári László születésének 100. évfordulója alkalmából a Példabeszédeket adták elő az újbudai Rátkai Márton Klubban.

## Bemutatott darabok
- Álomcirkusz / írta Híves László, Vízvári László; tervező, rendező Vízvári László. – Marionett. – Két testvér álmában elképzeli saját cirkuszát. – Zártkörű bemutató (első rész: lovak, fóka, bohóc): Budapest, Ráday utcai Művelődési Otthon (Pinceszínház), 1962. dec. 26.; bemutató (teljes darab): 1963. május 12.
- Három mese; közös munka. – Kézibáb. – Bemutató: 1963. december.
- A könnyű ember / írta Balázs Béla; tervező Batki Gizella. – Marionett. – Bemutató: 1964.
- Hagymácska / írta Gianni Rodari nyomán Koloszova és Bogomoszova; tervezte Koós Iván; rendező Vízvári László. – Alsó mozgatású bábok. – Az elnyomott szegényeket Hagymácska győzelemre viszi a hatalmaskodó gazdagok ellen. – Bemutató: Budapest, Ráday utcai Művelődési Otthon (Pinceszínház), 1964. május.
- Hamupipőke / zene Szergej Prokofjev; tervező: Koós Iván; rendező Urbán Gyula. – Marionett. – Bemutató: Budapest, Ráday utcai Művelődési Otthon (Pinceszínház), 1964. május 17.
- Hupikék Péter / író, rendező Urbán Gyula; tervező Takács Irma. – Alsómozgatású báb. – Bemutató: Budapest, Ráday utcai Művelődési Otthon (Pinceszínház), 1965. január 17.
- Tonga és a rablók / tervező, rendező Vízvári László. – Kézibáb. – Bemutató: Budapest, Ráday utcai Művelődési Otthon (Pinceszínház), 1965. április 19.
- Télapó segítői / közös munka. – Kézibáb. – Bemutató: Budapest, Ráday utcai Művelődési Otthon (Pinceszínház), 1965. április 19.
- ABC király / írta Josef Lamka; tervező Füzesi Zsuzsa és Vízvári László; rendező Németh Antal. – Alsó mozgatású báb. – Bemutató: Budapest, Ráday utcai Művelődési Otthon (Pinceszínház), 1965. április 19.
- A kiskakas gyémánt félkrajcárja / írta Donászy Magda; zeneszerző Vass Lajos; tervező Koós Iván; rendező: Németh Antal. – A pécsi Bóbita Bábegyüttestől kölcsönzött előadás. – Alsó mozgatású báb. – Bemutató: Budapest, Ráday utcai Művelődési Otthon (Pinceszínház), 1965. április 19.
- A bűvészinas (Der Zauberlehrling) / Johann Wolfgang von Goethe költeménye alapján; zene Paul Dukas; tervező Ősz Szabó Antónia; rendező Vízvári László. – Rövidzsinóros marionett, „zsonglőrmegoldásokkal”. – Az elszabadult emberi szenvedély féktelen pusztítását csak a belülről megnyugodott ember állíthatja meg, és építheti újjá. – Bemutató: Pécs, Pécsi Bábjátékos Napok, 1966. nov. 19.
- Róka koma doktorsága / írta Móricz Zsigmond–Mándy Iván; közös munka. – Alsómozgatású báb. – Bemutató: 1966. december (vállalati télapó-ünnepségeken).
- Zenélő doboz; Süni és a barackok / írta Marék Veronika; tervező Ősz Szabó Antónia; rendező Vízvári László. – Kézibáb. – Az első történetben az elkóborolt kis nyuszik visszaadják a talált táskarádiót a gazdájának. A második mese az ajándék kosár barack véletlen cseréje. – Bemutató: Vasas Művelődési Ház (Csili), 1968. március 16.
- Játsszunk bábcirkuszt! / tervező Ősz Szabó Antónia; rendező Vízvári László. – Kisparavános marionett. – A cirkusz világában a majdnem lehetetlen is megvalósul, a marionettcirkuszban pedig még a lehetetlen is megvalósul. A fókák asztaliteniszeznek, a pingvinek bicikliznek, korcsolyáznak, harmonikáznak, az oroszlánok hegedülnek, és nem hiányzik a lovasmutatvány sem. Irrealitásig fokozódó mutatványok cirkuszi zenére, szöveg nélkül. – Bemutató: 1968 (lovak), 1969 (fókák, pingvinek), 1970 (oroszlánok, kutya, kacsa, delfinek), 1972 (vízilovak).
- Nagy hegyi tolvaj / népballada-feldolgozás; tervező Ősz Szabó Antónia; rendező Vízvári László. – Síkmarionett. – Bemutató (Ki mit tud? döntőjében): 1968. jún. 29.
- Gyermekjátékok / Kodály Zoltán és Bartók Béla népdalfeldolgozásaira; zenéjét előadta a Kodály Zoltán Leánykórus, vezényel Andor Ilona, illetve a Magyar Rádió gyermekkórusa; a közjátékokat játszotta Bartókné Pásztory Ditta; tervező Ősz Szabó Antónia; rendező Vízvári László. – Merevpálcás marionett. – A falusi gyerekek a szabadban egymással és maguk készítette játékaikkal játszanak. A kiszámoló, fogócska, majd a fiúk lovas játéka és a lányok harangozója után fáradtan leülnek, és a felhőben, napban mesét látnak. Látják kedves állataikat, amelyek aratnak, búzát őrölnek, kenyeret sütnek. Megjelenik a magát cicomázó lányra emlékeztető szépséges páva. Újból felkerekednek, és játszani kezdenek: leánykérőt, betlehemest és pásztortáncot. Végül az esti dal hangjaira elköszönnek egymástól, és hazamennek. – Bemutató: Bázel, Basler Marionetten-Theater, 1970. okt. 13.
- Ember a Holdon (Il mondo del Luna) szövege Carlo Goldoni nyomán; fordította Huszár Klára; zene Joseph Haydn; tervező Koós Iván; rendező Koós Iván és Vízvári László. – Merevpálcás marionett, papírfigurákkal, élő szereplőkkel. – Ecclittico csillagász árnyjátékon mutatja Buonafedének a holdlakók gondtalan életét, majd elaltatja és kertjét „holdbéli” tájjá alakítja. Ezzel eléri, hogy Buonafede hozzájárul lánya, Clarice és Ecclittico házasságához. – Bemutató élő énekesekkel és zenekarral. Zenélő udvar (Szentháromság téri egyetemi kollégium), 1971. szeptember 12.
- Óriás mókus / írta Marék Veronika; tervező Ősz Szabó Antónia; rendező Vízvári László. – Kézibáb. – Bemutató: 1972.
- Don Quijote / Miguel de Cervantes regénye és Urbán Gyula ötlete alapján; zenei összeállítás Koós György; tervező Ősz Szabó Antónia; rendező Vízvári László. – Színes árnyjáték, „beat- és konkrét zenével”. – A humanista ember megújuló próbálkozásai a gyengék védelmében. – Bemutató: 1973.
- Noé bárkája / zene: Camille Saint-Saëns; tervező Ősz Szabó Antónia; rendező Vízvári László. – Árnyjáték. – Már negyven napja esik az eső, sehol egy talpalatnyi szárazföld. Az állatok a nagy víz elől a bárkában találtak menedéket. Noé, a bárka gazdája mesével szórakoztatja őket. – Bemutató: 1974.
- Hét királyfi / írta Balázs Béla; bábszínpadra alkalmazta Koós Iván; bábtervező Ősz Szabó Antónia; díszlettervező Koós Iván; rendező Koós Iván és Vízvári László. – Színes, nagyméretű, síkfigurás játék nagyszínpadon. – Ez a Föld mindenkié, esztelenség a háború. Bemutató: 1975.
- A Lok sziget tündére (La fée de l’ile du Loc) / breton népmese; a magyar szöveget írta és elmondta Cs. Szabó István; zenei összeállítás Koós György; tervező Ősz Szabó Antónia; rendező Vízvári László. – Színes árnyjáték, breton lantzenével. – Egy jegyespár küzdelme a boldogságért a gonosz tündérrel, képi világa breton csipkét és a kelta ékszereket idézi. – Bemutató: 1976.
- Búbos vitéz / írta Tamási Áron; zene Farkas Ferenc; tervező Ősz Szabó Antónia; rendező Vízvári László. – Rövidzsinóros marionett. – Hujki gazda környezete felett kiskirályoskodik, de Búbos Antal megleckézteti, az erdei erők segítségével legyőzi, lányát feleségül veszi. Bemutató: 1979. – Átdolgozott felújítás Pethő Zsolt zenéjével: 1989. – Rövidpálcás marionett.
- A kiskakas gyémánt félkrajcárja / népmese alapján versbe írta Tarbay Ede; zene Pethő Zsolt; tervező Koós Iván; rendező Vízvári László. – Rövidzsinóros marionett. – A félelem nélküli kiskakas visszaszerzi kincsét a török császártól. – Bemutató: Budapest, Csili Művelődési Ház (Bábmajális), 1979. máj. 10.
- Haláltánc (Dans Macabre) / zene Liszt Ferenc; tervező Koós Iván; rendező Vízvári László. – Marionett. – A színpad fölállítása nehézséget okozott, így kevésszer játszották. – Bemutató: Pécs, 1979.
- Furfangos Péter / írta Száraz György; tervező Ősz Szabó Antónia; rendező Vízvári László. – Alsó mozgatású báb. – Bemutató: Budapest, Építők Művelődési Ház, 1980. nov. 30.
- Az állatok farsangja / zene: Camille Saint-Saëns; tervező Ősz Szabó Antónia. – Árnyjáték. – Bemutató: Pécs (Pécsi Nemzetközi Felnőtt bábfesztivál), 1982. október.
- Fogd és Mard / írta Tarbay Ede; tervező Ősz Szabó Antónia; rendező Vízvári László. – Óriásbáb. – Bemutató: 1983.
- Varázsfuvola (Die Zauberflöte) / zene Wolfgang Amadeus Mozart; szöveg Emanuel Schikaneder; magyar szöveg Cs. Szabó István; díszlet Kovács Árpád, tervező, rendező Koós Iván. – Marionett és alsó mozgatású báb, a 19. századi családi bábszínház stílusában. – Bemutató: Pécs, Bóbita Bábszínház (VII. Pécsi Nemzetközi Bábfesztivál), 1985. június 27.
- A kis Mukk / Wilhelm Hauff meséjének rádiójáték-változata; tervező Koós Iván; rendező Vízvári László. – Rövidpálcás marionett, hordozható színpaddal. – Bemutató: Békéscsaba, Nemzetközi Gyermek Bábfesztivál, 1990. június.
- Példabeszédek / cselekménye Lukács evangéliuma alapján; zene Pethő Zsolt; a szöveget elmondja Dunai Tamás; tervező Koós Iván; rendező Vízvári László. – Rövidpálcás marionett. – Templomi bábjáték. Jézus példabeszédei közül az előadásban három látható: az elveszett bárányról, az elveszett drachmáról és a tékozló fiúról szólók. Mindhárom az Atya irgalmazó  szeretetéről szól. – Bemutató: Budapest Bábszínház kamaraszínpada, 1994. március 27.
- Fiú születik / a Lövétei Betlehemes, XII. századi spanyol és XVI. századi angol misztériumjátékok alapján; ford. Határ Győző; zene Pethő Zsolt; tervező Ősz Szabó Antónia; rendező Vízvári László. – Rövidpálcás marionett. – Bemutató: Budapest Bábszínház 4. emeleti előadóterme, 1999. nov. 21.

## Díjak és kitüntetések
- Kiváló együttes, 1969, 1971, 1979, 1990).
- Örökös kiváló együttes, 1979.
- II. Országos Bábjátékos Napok (Pécs), 1966: UNIMA-diploma (Bűvészinas).
- III. Békéscsabai Nemzetközi Bábfesztivál, 1968: második díj (Nagy hegyi tolvaj).
- III. Nemzetközi Felnőttbábfesztivál (Pécs), 1973: UNIMA-diploma (Don Quijote).
- Népművelési Intézet elismerő oklevele, 1979.
- Szocialista kultúráért, 1979.
- VI. Nemzetközi Felnőttbábfesztivál (Pécs), 1982: UNIMA-diploma (Állatok farsangja).
- SZOT-díj, 1985. április 25.
- Népművelési Intézet nívódíja, 1986.